# Fabio Maj
Fabio Maj (Schilpario, 16 giugno 1970) è un ex fondista italiano.

## Biografia
In Coppa del Mondo ha esordito il 7 dicembre 1991 nella 10 km a tecnica classica di Silver Star (57°), ha ottenuto il primo podio il 15 gennaio 1995 nella staffetta di Nové Město na Moravě (3°) e la prima vittoria il 27 dicembre 1999 nella sprint a tecnica classica di Engelberg.
In carriera ha partecipato a due edizioni dei Giochi olimpici invernali (Nagano 1998 e Salt Lake City 2002), vincendo due medaglie, e a quattro dei Campionati mondiali, vincendo due medaglie.

## Palmarès

### Olimpiadi
- 2 medaglie:
  - 2 argenti (staffetta a Nagano 1998 con Marco Albarello, Fulvio Valbusa e Silvio Fauner; staffetta a Salt Lake City 2002 con Giorgio Di Centa, Pietro Piller Cottrer e Cristian Zorzi)

### Mondiali
- 2 medaglie:
  - 2 bronzi (staffetta[1] a Thunder Bay 1995; staffetta[1] a Ramsau am Dachstein 1999)

### Coppa del Mondo
- Miglior piazzamento in classifica generale: 6º nel 2000
- 12 podi (4 individuali, 8 a squadre[2]), oltre a quelli conquistati in sede iridata e validi ai fini della Coppa del Mondo:
  - 4 vittorie (2 individuali, 2 a squadre)
  - 3 secondi posti (1 individuale, 2 a squadre)
  - 5 terzi posti (1 individuale, 4 a squadre)

#### Coppa del Mondo - vittorie
| Data             | Luogo                | Paese     | Disciplina                                     |
| ---------------- | -------------------- | --------- | ---------------------------------------------- |
| 27 dicembre 1999 | Engelberg            | Svizzera  | Sprint TC                                      |
| 13 dicembre 2000 | Clusone              | Italia    | Sprint a squadre TL (con Fulvio Valbusa)       |
| 12 gennaio 2002  | Nové Město na Moravě | Rep. Ceca | 10 km TL                                       |
| 13 gennaio 2002  | Nové Město na Moravě | Rep. Ceca | Sprint a squadre TL (con Freddy Schwienbacher) |

Legenda:

TC = tecnica classica

TL = tecnica libera